# Mapo-gu
 (novembre 2023).
Si vous disposez d'ouvrages ou d'articles de référence ou si vous connaissez des sites web de qualité traitant du thème abordé ici, merci de compléter l'article en donnant les références utiles à sa vérifiabilité et en les liant à la section « Notes et références ».
Mapo-gu (hangeul : 마포구 ; hanja : 麻浦區) est un arrondissement (gu) de Séoul situé au nord du fleuve Han, avec à l'ouest la ville de Goyang, au nord Seodaemun-gu, et à l'est Yongsan-gu.

## En mutation
C'est précisément à partir de Seodaemun et de Yongsan que Mapo a été créé en 1944. À la fin du vingtième siècle, Mapo a tourné le dos à son passé industriel pour se couvrir de blocs d'immeubles résidentiels, avant de se développer dans les services. À l'ouest, Songsan-dong, Sangam-dong, et une immense décharge ont été réhabilités pour faire place dans un premier temps à un immense parc et au Seoul World Cup Stadium, le stade où a débuté la Coupe du monde de football de 2002, puis dans un second temps à la Digital Media City.

## Le pôle éducatif, Hongdae
Quatre grandes universités se situent dans un rayon d'environ un kilomètre autour de la station de métro de Sinchon, à la frontière entre deux arrondissements :
- côté Seodaemun: Yonsei et Ewha
- côté Mapo: Hongik et Seogang

L'Université Hongik a donné son surnom, Hongdae, à l'un des quartiers les plus populaires aux yeux des jeunes séoulites avec une forte tradition créative, indépendante, voire "underground".

## Quartiers
Mapo est divisé en 24 quartiers (dong) :
- Ahyeon-1-dong (아현1동)
- Ahyeon-2-dong (아현2동)
- Ahyeon-3-dong (아현3동)
- Changjeon-dong (창전동)
- Daeheung-dong (대흥동)
- Dohwa-1-dong (도화1동)
- Dohwa-2-dong (도화2동)
- Donggyo-dong (동교동)
- Gongdeok-1-dong (공덕1동)
- Gongdeok-2-dong (공덕2동)
- Hapjeong-dong (합정동)
- Mangwon-1-dong (망원1동)
- Mangwon-2-dong (망원2동)
- Nogosan-dong (노고산동)
- Sangam-dong (상암동)
- Sangsu-dong (상수동)
- Seogyo-dong (서교동)
- Seongsan-1-dong (성산1동)
- Seongsan-2-dong (성산2동)
- Singongdeok-dong (신공덕동)
- Sinsu-dong (신수동)
- Yeomri-dong (염리동)
- Yeonnam-dong (연남동)
- Yonggang-dong (용강동)

## Monuments
- La métropole orthodoxe de Corée siège dans le quartier A-hyeon-1-dong (아현1동)
  - La Cathédrale Saint-Nicolas (Grec : καθεδρικό ναό Αγίου Νικολάου Russe : храме св. Николая Hangeul : 서울 성 니콜라스 주교좌 대성당)
  - La Chapelle russe de Saint Maxime le Grec (Grec : Αγίου Μαξίμου του Γραικού Russe : Русский храм св. Максима Грека Hangeul : 성 막심 성당)